# Roger Claessen
Roger Claessen, né le 27 septembre 1941 à Warsage en Belgique et mort le 3 octobre 1982 à Liège en Belgique, est un footballeur international et entraîneur belge qui joue au poste d'attaquant.

## Biographie
Roger Claessen est le numéro 9 d'exception du Standard de Liège. Il dispute 229 matches pour le Standard, marquant 161 buts. Il est élu meilleur buteur de la 1re division belge avec vingt buts (ex aequo avec Paul Van Himst) en 1968.
Il joue dix-sept fois avec l'équipe nationale belge entre 1961 et 1968. Ce faible nombre de sélections s'explique notamment par le fait que Roger Petit, président du Standard de l'époque, ne voulait pas que ses joueurs fréquentent ceux du grand rival anderlechtois, mais aussi par de nombreuses blessures et indisponibilités consécutives à son comportement en dehors du terrain.
Roger Claessen fait ses débuts au niveau international le 20 mai 1961, lors d'une défaite contre la Suisse par 2-1, mais en ayant marqué le seul but belge.
Surnommé « Roger-la-Honte » à cause de ses frasques, notamment dans Le Carré, fameux quartier liégeois, il n'en était pas moins adulé par le public liégeois. Il est élu « Standardman du siècle », et son visage orne une colonne de la tribune 1 du stade de Sclessin.
Roger Claessen a joué de 1968 à 1970 à Alemannia Aachen, où de 3000 à 5000 supporters du Standard le suivaient à chaque match. Il joua ensuite au Beerschot VAV (70-72), au Crossing Club Schaerbeek (72-73), au RJS Bas-Oha (73-76), à Saint-Vith et à Queue-du Bois.
Il est inhumé à Warsage.

## Carrière professionnelle
| Championnat | Club                     | Pays      | Matchs | Buts |
| ----------- | ------------------------ | --------- | ------ | ---- |
| 1958/59     | Standard de Liège        | Belgique  | 6      | 2    |
| 1959/60     | Standard de Liège        | Belgique  | 1      | 0    |
| 1960/61     | Standard de Liège        | Belgique  | 19     | 13   |
| 1961/62     | Standard de Liège        | Belgique  | 23     | 21   |
| 1962/63     | Standard de Liège        | Belgique  | 17     | 10   |
| 1963/64     | Standard de Liège        | Belgique  | 18     | 20   |
| 1964/65     | Standard de Liège        | Belgique  | 27     | 11   |
| 1965/66     | Standard de Liège        | Belgique  | 18     | 11   |
| 1966/67     | Standard de Liège        | Belgique  | 24     | 16   |
| 1967/68     | Standard de Liège        | Belgique  | 27     | 20   |
| 1968/69     | Alemannia Aachen         | Allemagne | 29     | 9    |
| 1969/70     | Alemannia Aachen         | Allemagne | 15     | 2    |
| 1970/71     | Beerschot VAV            | Belgique  | 2      | 0    |
| 1971/72     | Beerschot VAV            | Belgique  | 5      | 3    |
| 1972/73     | Crossing Club Schaerbeek | Belgique  | 30     | 0    |
| 1973/74     | Crossing Club Schaerbeek | Belgique  | 28     | 2    |
| 1974/75     | RJS Bas-Oha              | Belgique  | 27     | 2    |
| 1975/76     | RJS Bas-Oha              | Belgique  | -      | -    |

## Palmarès
- Champion de Belgique en 1961 et 1963 avec le Standard de Liège
- Vice-Champion de Belgique en 1962 et 1965  avec le Standard de Liège
- Vainqueur de la Coupe de Belgique en 1966 et en 1967  avec le Standard de Liège et en 1971 avec le Beerschot VAV